# Ponto Ferrer

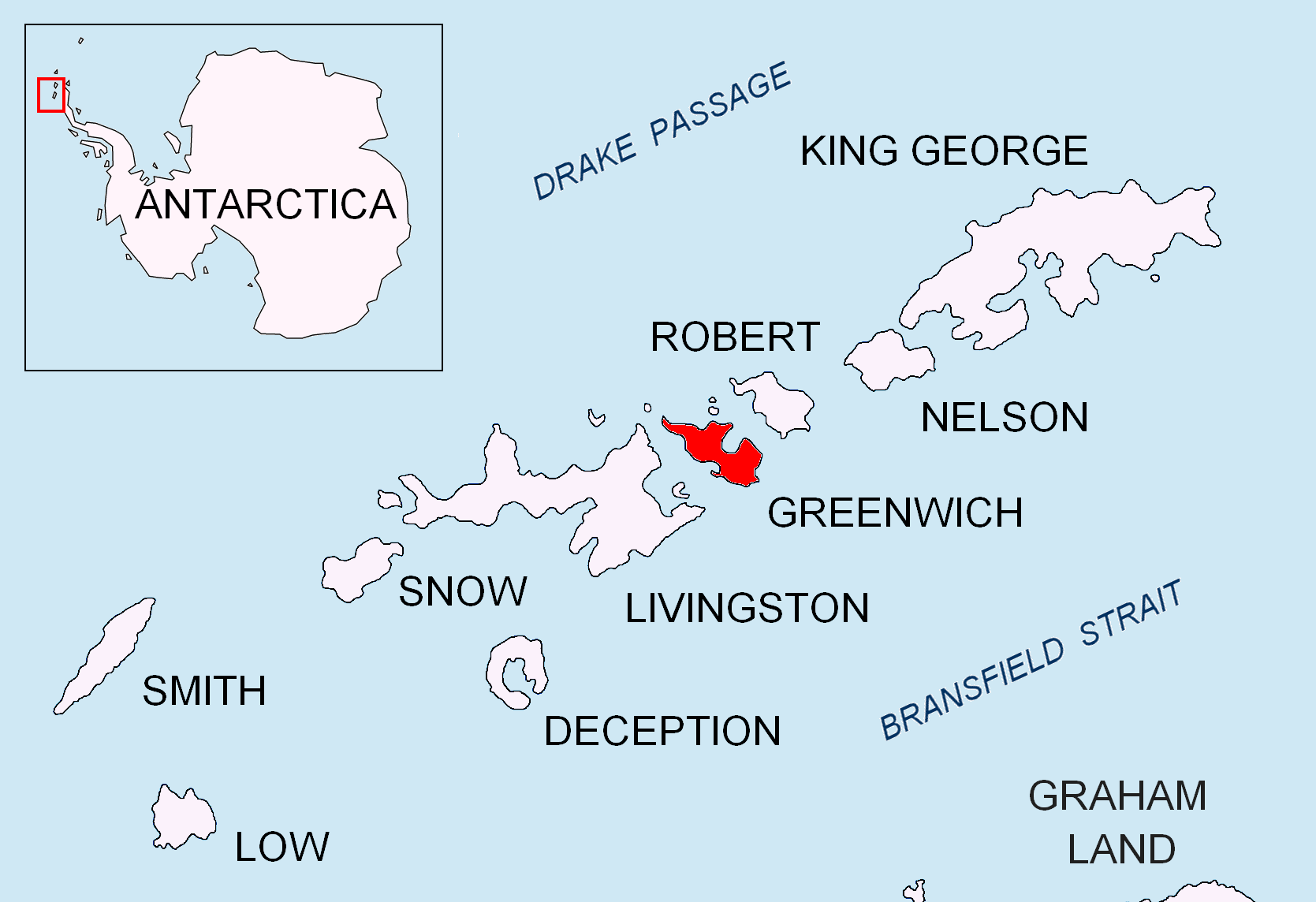
Localização da Ilha Greenwich nas Ilhas Chetland do Sul.

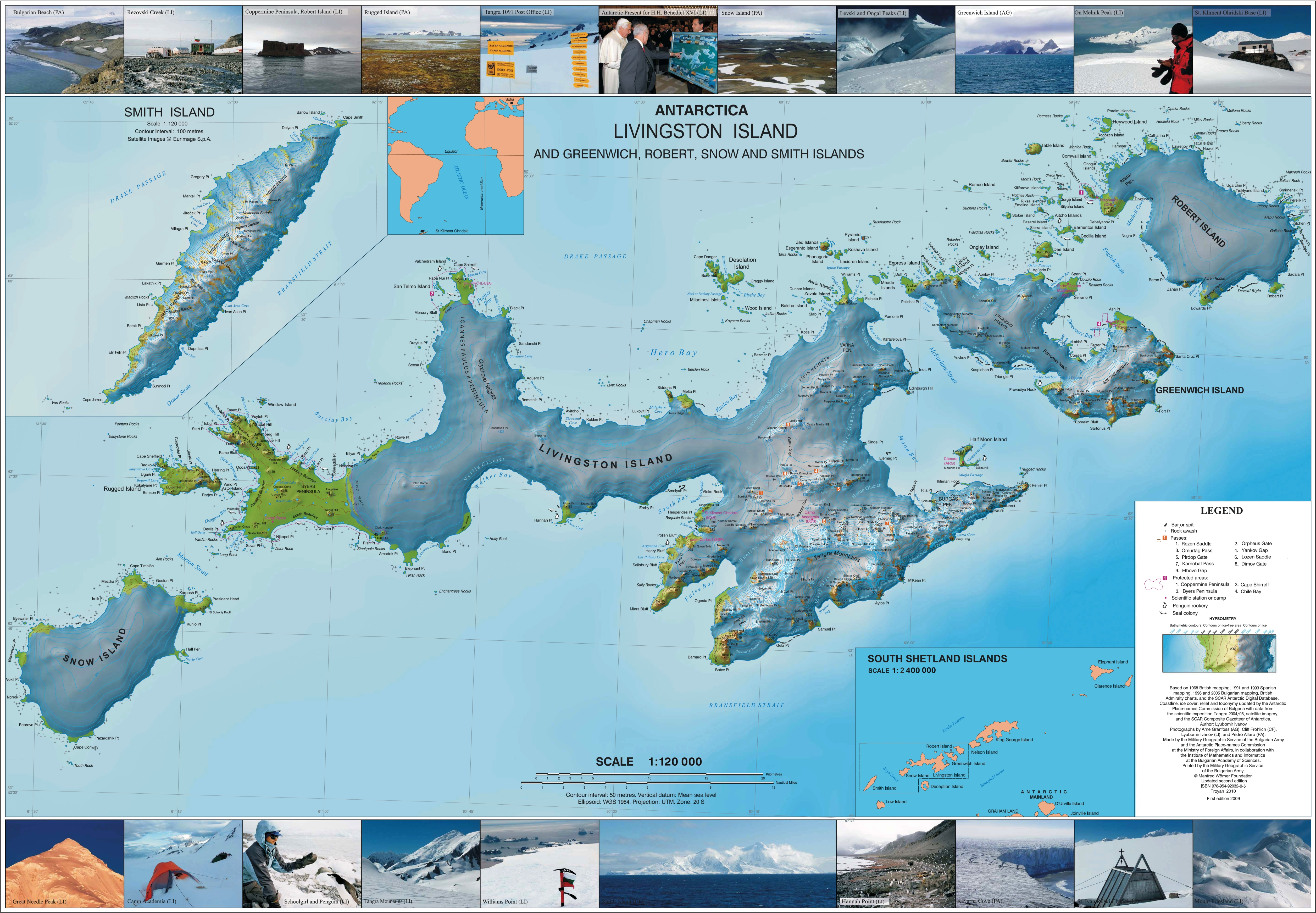
Mapa topográfico das Ilhas Livinston, Greenwich, Robert, Snow e Smith.

Ponto Ferrer é um ponto que se projeta a 700 m na parte sul da Baía Discovery, na Ilha Greenwich, nas Ilhas Shetland do Sul, na Antártica, com uma área livre de gelo adjacentes(24 hectares) .  O ponto forma o lado oeste da entrada para a Cova Montecinos  e laterais do nordeste da entrada para a Cova Rodriguez  ( 62° 30′ 24,4″ S, 59° 42′ 25″ O ). 
O ponto foi traçado pela Expedição Antártica Chilena de 1950-51 e recebeu o nome do Primeiro Tenente Fernando Ferrer, oficial hidrográfico do navio Angamos durante a expedição, enquanto a enseada foi nomeada pela Expedição Antártica Chilena de 1947, em homenagem ao Capitão Rodríguez, Oficial de Operações da expedição. 

## Localização
O ponto localiza-se a 62° 29′ 56″ S, 59° 41′ 47,5″ O (mapeamento chileno em 1947, 1951 e 1961, britânico em 1965 e 1968 e búlgaro em 2005 e 2009). 

## Mapa
- LL Ivanov et al. Antártica: Livingston Island e Greenwich Island, Ilhas Shetland do Sul . Escala 1: 100000 mapa topográfico. Sofia: Comissão Antártica de Nomes de Lugares da Bulgária, 2005.